# Enzo Berlanda
Enzo Berlanda (Verona, 25 gennaio 1927 – Bergamo, 21 novembre 2006) è stato un politico italiano, presidente della Consob dal 1992 al 1997 e tra i protagonisti nella modernizzazione finanziaria del Paese.

## Biografia
Nato a Verona il 25 gennaio 1927, primogenito di dodici fratelli, crebbe a Bergamo dove la famiglia si trasferì nel 1928 e iniziò presto a lavorare prima come operaio quindi come impiegato. Entrò nelle ACLI e nel 1949 è nominato segretario provinciale. Si laureò in Economia e Commercio all'Università Cattolica di Milano nel 1959. Iniziò come commercialista a Bergamo, aprendo anche uno studio, ma fu subito preso dalla politica. Nel 1964 è eletto consigliere comunale a Bergamo, nel 1979 è eletto senatore nelle liste della Democrazia Cristiana. Rimase al Senato per tre legislature. Fece parte di molte commissioni, tra cui quelle per la "riforma tributaria", sul "caso Sindona", sulla ricostruzione del Belice, sui finanziamenti illeciti della filiale di Atlanta della BNL all'Iraq. Arrivò alla presidenza della Commissione Finanze e Tesoro. A lui si devono importanti contributi per la modernizzazione finanziaria del Paese, quali le leggi sull'Offerta Pubblica d'Acquisto e sui fondi comuni d'investimento.
Nel 1992 è nominato presidente della Consob, in sostituzione di Bruno Pazzi. Si schierò contro i "noccioli duri", lanciando attacchi alle banche, arrivando ad imporre l'OPA a Mediobanca di Enrico Cuccia sulla Ferfin (Ferruzzi Finanziaria), inviando un esposto alla Procura di Milano sulle anomalie rilevate nei bilanci della Gemina presieduta da Giampiero Pesenti. Completò il suo mandato nel 1997. Lasciata la Consob, è nominato presidente del Gestore del mercato elettrico (2000-2003) in vista dell'avvio della Borsa elettrica italiana. Quindi è stato consigliere di Borsa Italiana e di BPU, commissario della Fondazione Cariplo e amministratore di Sacbo,  la società di gestione dell'aeroporto di Orio.
Tra le varie benemerenze acquisite, Berlanda era stato nominato nel 1993 Cavaliere di Gran Croce.

## Vita privata
Sposato con Maria Rosa Gamba, quattro i figli: Paolo, Marco, Stefano e Maria Barbara.